# Calvert Watkins
Calvert Watkins ([ˈwɒtkɪnz]; 13 de marzo de 1933 – 20 de marzo de 2013) fue un lingüista y filólogo estadounidense, conocido por su libro Cómo matar a un dragón. Fue catedrático de lingüística y de clásicos en la Universidad de Harvard y después de jubilarse se desempeñó como profesor residente en UCLA.

## Primeros años

### Familia
Calvert Watkins nació en Pittsburgh, el 13 de marzo de 1933. Su padre Ralph James Watkins, era un economista y asesor gubernamental, y Willye Ward, una profesora de español que tradujo las memorias personales del expresidente mexicano Antonio López de Santa Anna Gran parte de la infancia de C. Watkins transcurrió en la ciudad de Nueva York y se graduó del Seminario de los Amigos en Manhattan antes de iniciar su carrera en la Universidad de Harvard. La temprana exposición de Watkins al latín y al griego le inspiró a la edad de quince años a decidir convertirse en un indoeuropeísta.

### Educación
Watkins recibió su primer título universitario de la Universidad de Harvard en 1954, graduándose summa cum laude,  y su Ph.D en Lingüística en 1959. Durante su estancia en Harvard, Watkins también estudió en el extranjero, específicamente en la École Pratique des Hautes Études en París, Francia, de 1954 a 1955, así como el Dublin Institute for Advanced Studies y la Escuela de Estudios Celtas de 1957 a 1958.

## Carrera profesional

### Harvard
En 1959, Watkins fue nombrado docente en la Universidad de Harvard. Más tarde se convirtió en profesor asistente en 1960, profesor asociado titular en 1962 y profesor titular en 1966. En 1989, Watkins fue nombrado para el cargo Profesor de Lingüística y Clásicos Victor. S Thomas. Los lingüistas influidos por Watkins durante su carrera en Harvard incluyen a Ives Goddard, Jay Jasanoff, D. Gary Miller, Michael Silverstein, Alice Harris, H. Craig Melchert, Alan Nussbaum, Brent Vine, Mark Hale, Andrew Garrett, Joshua Katz y Benjamin Fortson. 
Watkins se dedicó a la investigación y el desarrollo de la lingüística histórica a lo largo de toda su carrera académica y profesional. En 1982 fue miembro fundador de la "Conferencia Indoeuropea de la Costa Este" en la que participó en la gran mayoría de sus reuniones anuales.

### Universidad de California, Los Ángeles
Tras su retiro de Harvard en 2003, Watkins se mudó a Los Ángeles, California y comenzó a enseñar en la Universidad de California-Los Ángeles junto a su esposa, Stephanie Jamison. Watkins continuó promoviendo la importancia de la lingüística histórica en la UCLA permaneciendo activo en la Conferencia Indoeuropea anual de la UCLA. En 2013, la 25ª conferencia anual se dedicó a la memoria de Watkins. 

### Primeras obras publicadas
Su tesis doctoral en la Universidad de Harvard, Indo-European Origins of the Celtic Verb I. The Sigmatic Aorist (Dublin Institute for Advanced Studies, 1962), que reflejaba profundamente el enfoque estructuralista de Jerzy Kuryłowicz, abrió una nueva era de trabajo creativo en lenguas celtas y la lingüística comparada celta y el estudio del sistema verbal de las lenguas indoeuropeas.
En la página 96 de Indo-European Origins of the Celtic Verb (1962), Watkins señaló el siguiente patrón en la historia del verbo celta, así como en polaco y persa: "el desarrollo [...] o la presencia [...] de un cero que termina en el 3sg., y la difusión de esta forma 3sg. a otros miembros del paradigma". Esto se conoció en el campo como Ley de Watkins.  La "ley" en lo que se refiere al proto-celta ya había sido observada en 1909 por Rudolf Thurneysen en la página 422 (sección 683) de su "Gramática del irlandés antiguo", pero fue Watkins quien notó que el mismo patrón ocurría en las historias de otros idiomas.
Watkins, en cierto sentido, completó su contribución a esta área con su Indogermanische Grammatik, vol. 3, parte 1: Geschichte der indogermanischen Verbalflexion (1969). Mientras tanto, su trabajo sobre el vocabulario y la poética indoeuropea produjo un gran número de artículos sobre (entre otros) el celta, el anatolio, el griego, el  itálico y el indo-iranio, presentado directamente en sus Selected Writings e indirectamente en su libro, How to Kill a Dragon: Aspects of Indo-European Poetics (Oxford University Press, 1995).
Contribuyó con su experiencia en lenguas indoeuropeas a la primera edición de The American Heritage Dictionary of the English Language y editó The American Heritage Dictionary of Indo-European Roots (ISBN 0-618-08250-6). También señaló que de todas las lenguas celtas, el irlandés antiguo es el que más se acerca al idioma proto-indoeuropeo y que el irlandés antiguo representa una lengua antigua extraordinaria cuya estructura sólo puede compararse con la del sánscrito védico.

### Cómo matar a un dragón: aspectos de la poética indoeuropea
Cómo matar a un dragón: Aspectos de poética indoeuropea fue publicado el 16 de noviembre de 1995 a través de Oxford University Press e intentó establecer un método formulaico de lingüística comparativa que ejemplificaba la importancia de la fórmula poética para trazar mejor el desarrollo de las lenguas indoeuropeas trabajando hacia atrás e identificando patrones de su lengua materna, el proto-indoeuropeo. El libro está dividido en dos mitades principales, la primera de los cuales sirve de definición e introducción al estudio de la poética indoeuropea, que se amplía implementando la idea de Watkins del "mito de la matanza de dragones" y defendiendo este concepto a través de una serie de estudios de caso que involucran lenguas conectadas por un tema común. Watkins amplía el "mito de la matanza de dragones" en la segunda parte del texto ofreciendo una nueva investigación sobre su fórmula propuesta de "serpiente asesina de héroes ",  también intenta reconstruir un ejemplo de proto-indoeuropeo a través del método comparativo de la lingüística histórica.
El crítico de Lingua Franca Marc L'Heureux comentó que Watkins también implementa evidencia histórica para favorecer el desarrollo del lenguaje, como la relación entre el mecenas y el poeta. Además, opinó que a través de la entrega ceremoniosa del poeta, las elecciones de palabras se conservaron como evidencia histórica del idioma en cuestión. Por lo tanto, el poeta no solo era un poseedor de un gran poder, según Watkins, ya que el prestigio del mecenas estaba inherentemente ligado a la destreza del poeta, sino también un registrador del lenguaje que ha permitido realizar investigaciones para comprender mejor el desarrollo de las lenguas antiguas.
Cómo matar a un dragón recibió elogios favorables y ahora se considera un texto definitivo que transformó el estudio de la poética indoeuropea. Cómo matar a un dragón le valió a Watkins el Premio Goodwin de Estudios Clásicos en 1998. 

### Legado y premios
- Miembro Honorario de la Real Academia Irlandesa (1968)[2]
- Miembro de la Academia Americana de las Artes y las Ciencias (1973)[2]
- Miembro de la Sociedad Filosófica Americana (1975)[2]
- Beca Senior para Estudios e Investigación Independientes del National Endowment for the Humanities (1984-85) [2]
- Miembro Correspondiente de la Academia Británica (1987)[2]
- Académie des Inscriptions et Belles-Lettres, Corresponsal Extranjero (1990)[2]
- Guggenheim Fellowships para la demostración de una capacidad excepcional para la erudición productiva y una capacidad creativa excepcional en las artes en el campo de la lingüística (1991)[13]
- Premio Goodwin de Estudios Clásicos por Cómo matar a un dragón (1998)[14]
- Presidente de la Sociedad Lingüística de América en 1988[2]
- Asociado Extranjero, Miembro del Instituto (1999)[2]

## Muerte
Calvert Watkins murió mientras dormía a la edad de 80 años en Los Ángeles, California, el 20 de marzo de 2013. Fue Profesor Distinguido en Residencia del Departamento de Clásicos y del Programa de Estudios Indoeuropeos de la Universidad de California, Los Ángeles, a donde se había trasladado en 2003 después de jubilarse de la Universidad de Harvard como Profesor Victor S. Thomas de Lingüística y Clásicos. 

## Obras publicadas
- "Review of Kenneth Jackson, Language and History in Early Britain: A Chronological Survey of the Britannic Languages, First to Twelfth Century A.D.," Language 30 (1954) 513–18;  P. Guiraud, Bibliographie critique de la statistique linguistique rev. & completed by D. Houchin, J. Puhvel & Watkins under the direction of J. Whatmough (Utrecht, 1954). REVS: BSL L 1954,2 44–46 Cohen; Emerita XXIV 1956 187 Tovar
- "The Phonemics of Gaulish: The Dialect of Narbonensis," Language 31 (1955) 9–19
- "Preliminaries to a Historical and Comparative Analysis of the Syntax of the Old Irish Verb," Celtica 6 (1963) 1–49
- "Indo-European Metrics and Archaic Irish Verse," Celtica 6 (1963) 194–249; "Lat. nox, by night. A Problem in Syntactic Reconstruction," Symbolae linguisticae in honorem J. Kuryłowicz, ed. A. Heinz (Wrocław, 1965) 351–358
- "An Indo-European Construction in Greek and Latin," HSCP 71 (1966) 115–119; J. Kuryłowicz, Indogermanische Grammatik, III, 1. Teil : Formenlehre : Geschichte der indogermanischen Verbalflexion by Watkins (Heidelberg: Carl Winter Universitätsverlag, 1969) REV. Paideia XXX 1975 382–386 Pisani; WZHalle XXI 1972, 1 99–102 Barschel | DLZ XCII 1971 849–851 Sternemann | Language XLVIII 1972 687–695 Wyatt
- "The Indo-European Origin of English," The American Heritage Dictionary of the English Language New York: American Heritage and Houghton Mifflin, 1969) xix-xx
- "Indo-European and the Indo Europeans," ibid., 1496–502; "Indo-European Roots," ibid., 1505–50
- "A Latin-Hittite Etymology," Language 45 (1969) 235–242
- "A Further Remark of Lachmann's Law," HSCP 74 (1970) 55–65
- "On the Family of arceō, ἀρκέω, and Hittite h⌣ark-," HSCP 74 (1970) 67–74
- "An Indo-European Agricultural Term, Latin ador, Hittite h⌣at-," HSCP 77 (1973) 187–194
- "Etyma Enniana," HSCP 77 (1973) 195–206
- "Latin suppus," JIES 1 (1973) 394–399
- "I.-E. Star," Sprache 20 (1974) 10–14
- "God," Antiquitates Indogermanicae. Studien zur indogermanischen Altertumskunde und zur Sprach- und Kulturgeschichte der indogermanischen Völker. Gedenkschrift für Hermann Guentert zur 25. Wiederkehr seines Todestages am 23. April 1973, ed. M. Mayrhofer, W. Meid, B. Schlerath & R. Schmitt (Innsbruck, 1974) 101–110
- "La famille indo-européenne de grec ὄρχις. Linguistique, poétique et mythologie," BSL 70 (1975) 11–26
- "Latin ador, Hittite hat- Again. Addenda to HSCP LXXVII 187–193," HSCP 79 (1975) 181–187; "Latin iouiste et le vocabulaire religieux indo-européen," Mélanges offerts à E. Benveniste (Paris, 1975) 527–534; "La désignation indo-européenne du tabou," Langue, discours, société. Pour Émile Benveniste ed. J. Kristeva, J.C. Milner, & N. Ruwet (Paris, 1975) 208–214
- "Towards Proto-Indo-European Syntax: Problems and Pseudo-Problems," Chicago Linguistic Society (Parasession on diachronic syntax) 12.2 (1976) 305–26
- "Observations on the Nestor's Cup Inscription," HSCP 80 (1976) 25–40
- "Syntax and Metrics in the Dipylon Vase Inscription," Studies in Greek, Italic, and Indo-European Linguistics Offered to Leonard R. Palmer on the Occasion of his Seventieth Birthday June 5, 1976, ed. Davies A. Morpurgo & W. Meid (Innsbruck, 1976) 431–441
- "À propos de μῆνις," BSL 72, 1 (1977) 187–209; "ἀνόστεος ὁν πόδα τένδει," Étrennes de septantaine. Travaux de linguistique et de grammaire comparée offerts à Michel Lejeune (Paris, 1978) 231–235
- "La désignation indo-européenne du tabou," Langue, discours, société. Pour Émile Benveniste ed. J. Kristeva, J.C. Milner, & N. Ruwet (Paris, 1975) 208–214
- "Let Us Now Praise Famous Grains," PAPS 122 (1978) 9–17; "A Greco-Hittite Etymology," Serta Indogermanica. Festschrift für Günter Neumann zum 60. Geburtstag, ed. J. Tischler (Innsbruck, 1982) 455–457
- "The Language of the Trojans," Troy and the Trojan War. A Symposium Held at Bryn Mawr College, October, 1984, ed. M.T. Mellink (Bryn Mawr, PA, 1986) 45–62
- "The Name of Meleager," O-o-pe-ro-si. Festschrift für Ernst Risch zum 75. Geburtstag, ed. A. Etter (Berlin, 1986) 320–328
- "Questions linguistiques de poétique, de mythologie et de pré-droit en indo-européen," LALIES 5 (1987) 3–29
- "'In the Interstices of Procedure.' Indo-European Legal Language and Comparative Law," Studien zum indogermanischen Wortschatz, ed. Wolfgang Meid (Innsbruck, 1987) 305–314; Studies in Memory of Warren Cowgill (1929–1985). Papers from the Fourth East Coast Indo-European Conference, Cornell University, June 6–9, 1986 (ed.) (Berlin & New York, 1987) REVS.: Kratylos XXXV 1990 41–48 Rix; ILing XII 1987–88 188 R. Gusmani
- "New Parameters in Historical Linguistics, Philology, and Culture History," Language 65 (1989) 783–99
- "Le dragon hittite Illuyankas et le géant grec Typhôeus," CRAI (1992) 319–330; How to Kill a Dragon: Aspects of Indo-European Poetics (Oxford, 1995) REVS: CJ 1997–1998 92 (4): 417–422 Dunkel; JAOS 1997 117 (2): 397–398 Klein; Language 1997 73 (3): 637–641 Justus; CO 1996–1997 74 (3): 123 Klein; CW 1998–1999 92 (2): 175–176 Kelly; BSL 1998 93 (2): 116–130 Bader; Kratylos 2000 45: 36–46 Schlerath; CR 2000 N. S. 50 (1): 101–103 Konstan; EMC 2000 N. S. 19 (3): 399–406 Bubenik; IF 2001 106 : 282–290 Keydana
- "Greece in Italy outside Rome," HSCP 97 (1995) 35–50
- "Homer and Hittite Revisited," Style and Tradition: Studies in Honor of Wendell Clausen, ed. Peter E. Knox and Clive Foss (Stuttgart, 1998) 201–211
- The American Heritage Dictionary of Indo-European Roots (revised and ed.), 2nd ed. (Boston, 2000)
- "A Distant Anatolian Echo in Pindar: the Origin of the Aegis Again," HSCP 100 (2000) 1–14; "L'Anatolie et la Grèce : résonances culturelles, linguistiques et poétiques," CRAI (2000) 1143–1158
- "À la suite des perspectives tracées par Michel Lejeune: aspects du grec et du celtique," CRAI (2001) 213–223
- "An Indo-European Linguistic Area and Its Characteristics: Ancient Anatolia. Areal Diffusion as a Challenge to the Comparative Method? in Areal Diffusion and Genetic Inheritance: Problems in Comparative Linguistics ed. Alexandra Y. Aikhenvald & R.M.W. Dixon (Oxford: Oxford University Press, 2001) 44–63
- "The Golden Bowl: Thoughts on the New Sappho and its Asianic Background," ClAnt 26,2 (2007) 305–325
- "The Erbessos Blues and Other Tales of the Semantics of Case and the Semantics of Love among the Western Greeks," La langue poétique indo-européenne : actes du colloque de travail de la Société des études indo-européennes (Indogermanische Gesellschaft, Society for Indo-European studies), Paris, 22–24 octobre 2003, ed. Georges-Jean Pinault and Daniel Petit (Leuven, 2006) 517–521
- "Hipponactea quaedam," Hesperos: Studies in Ancient Greek Poetry Presented to M. L. West on His Seventieth Birthday, ed. Patrick J. Finglass, Christopher Collard, and Nicholas J. Richardson (Oxford, 2007) 118–125.